# Antigonon
Antigonon (лат. Antigonon) род је грамастих пузавица из породице Polygonaceae. Постоје три признате врсте распрострањене по Средњој Америци, укључујући и Мексико. Врста Antigonon leptopus распрострањена је по многим државама широм света.

## Врсте
1. Antigonon flavescens
2. Antigonon guatemalense
3. Antigonon leptopus